# Kabupaten Bolaang Mongondow
Kabupaten Bolaang Mongondow (indonesiska: Kabupaten Bolaangmongondow) är ett kabupaten i Indonesien.   Det ligger i provinsen Sulawesi Utara, i den nordöstra delen av landet, 2 100 km öster om huvudstaden Jakarta. Antalet invånare är 213 484.